# Slowakei-Rundfahrt 2020
Die Slowakei-Rundfahrt 2020 war die 64. Austragung der Slowakei-Rundfahrt und fand als Etappenrennen vom 16. bis zum 19. September 2020 statt. Zudem gehörte das Radrennen zur UCI Europe Tour 2019 und wurde dort in der Kategorie 2.1 eingestuft.
Der Deutsche Jannik Steimle übernahm nach der Etappe 1b das gelbe Trikot und konnte es bis zum Schluss verteidigen, wodurch er sich den Gesamtsieg sicherte. Sein Landsmann Nico Denz belegte zeitgleich den zweiten Platz. In der Teamwertung setzte sich das belgische Team Deceuninck-Quick-Step durch.

## Teilnehmende Mannschaften
| WorldTeams                                                                                | ProTeam | Continental Teams | Nationalmannschaften |
| ----------------------------------------------------------------------------------------- | --- | --- | -------------------- |
| - Bora-hansgrohe - Cofidis - Deceuninck-Quick-Step - Israel Start-Up Nation - Team Sunweb | - Alpecin–Fenix - Bingoal WB - Gazprom-RusVelo - Team Novo Nordisk - Uno-X Pro Cycling Team - Vini Zabù–KTM | - Adria Mobil - Cycling Team Friuli ASD - Dukla Banska Bystrica - Elkov-Kasper - Hrinkow Advarics Cycleang - Mazowsze Serce Polski | - Slowakei           |

## Wertungen im Tourverlauf
| Etappe         | Etappensieger  | Gesamtwertung  | Punktewertung | Bergwertung        | Nachwuchswertung   | Bester Slowake | Teamwertung           |
| -------------- | -------------- | -------------- | ------------- | ------------------ | ------------------ | -------------- | --------------------- |
| 1a             | Martin Laas    | Martin Laas    | Martin Laas   | Mathijs Paasschens | Matúš Štoček       | Matúš Štoček   | Bora-hansgrohe        |
| 1b             | Jannik Steimle | Jannik Steimle | Martin Laas   | Mathijs Paasschens | Andreas Leknessund | Lukáš Kubiš    | Deceuninck-Quick-Step |
| 02             | Nico Denz      | Jannik Steimle | Nico Denz     | Kenny Molly        | Andreas Leknessund | Lukáš Kubiš    | Deceuninck-Quick-Step |
| 03             | Martin Laas    | Jannik Steimle | Martin Laas   | Kenny Molly        | Andreas Leknessund | Lukáš Kubiš    | Deceuninck-Quick-Step |
| 04             | Rudy Barbier   | Jannik Steimle | Martin Laas   | Kenny Molly        | Andreas Leknessund | Lukáš Kubiš    | Deceuninck-Quick-Step |
| Wertungssieger | Wertungssieger | Jannik Steimle | Martin Laas   | Kenny Molly        | Andreas Leknessund | Lukáš Kubiš    | Deceuninck-Quick-Step |